# Sarcófago de Júnio Basso

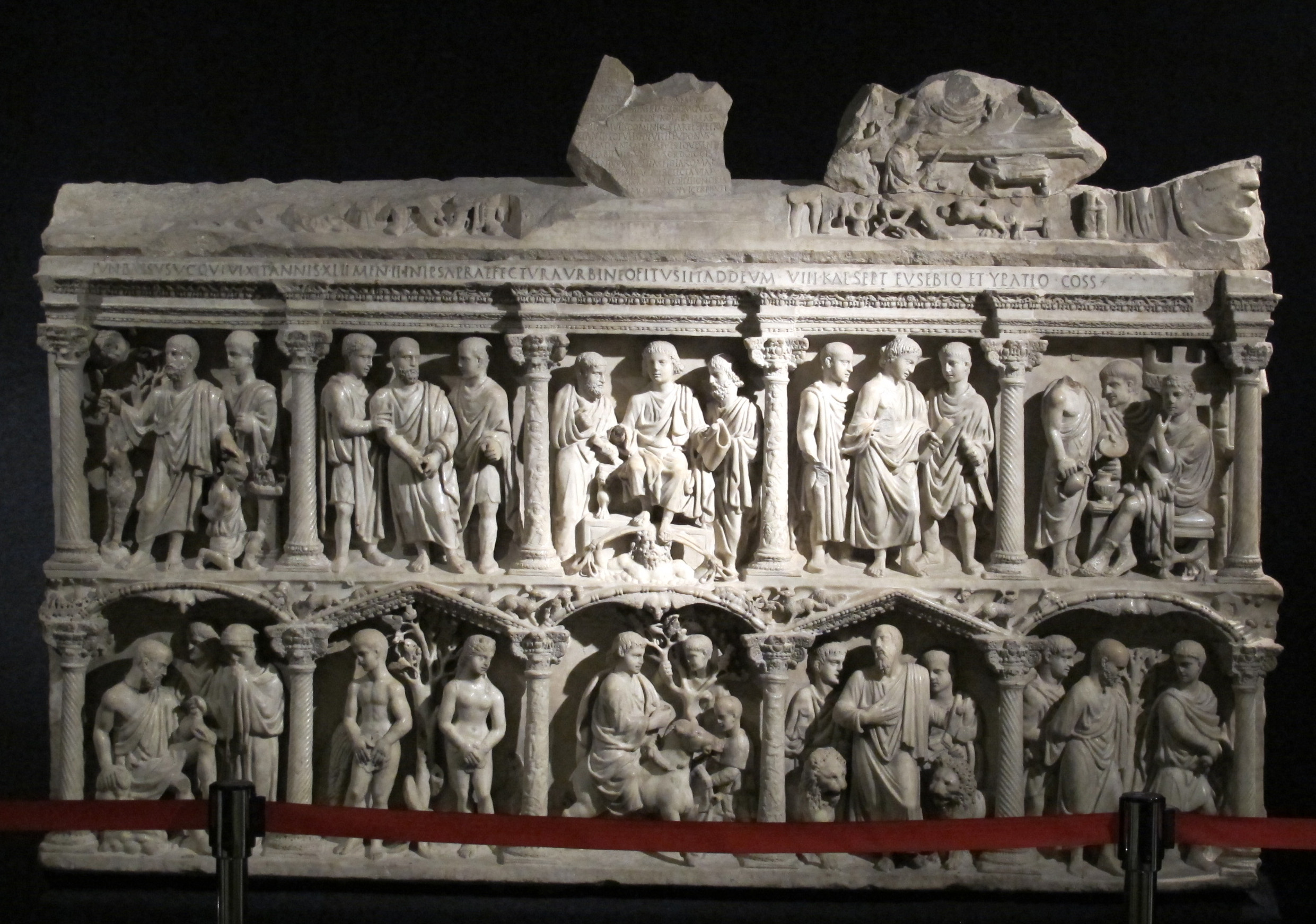
Sarcófago de Júnio Basso no Museo Storico del Tesoro della Basilica di San Pietro, na Basílica de São Pedro, Vaticano.

Sarcófago de Júnio Basso é um sarcófago paleocristão de mármore utilizado para o sepultamento de Júnio Basso (em latim: Junius Bassus), filho de Júnio Ânio Basso, em 359. Tem sido descrito como "provavelmente a mais famosa peça de escultura em relevo paleocristã". 
Ele ficava na Antiga Basílica de São Pedro ou debaixo dela e foi redescoberto em 1597 (ou 1595) e está atualmente abaixo da moderna basílica, no Museo Storico del Tesoro della Basilica di San Pietro, no Vaticano. Sua base tem aproximadamente 1,2 x 2,4 x 1,2 metros.
Juntamente com o Sarcófago Dogmático, no mesmo museu, este é um dos mais antigos exemplares utilizados para o sepultamento de pessoas de alto status com elaboradas esculturas de temas cristãos e um complicado programa iconográfico, abrangendo o Antigo e o Novo Testamento.

## Júnio Basso
Júnio Basso era uma figura importante, um senador romano encarregado do governo da capital como prefeito da cidade, quando morreu em 359 aos 42 anos de idade. Seu pai, Júnio Ânio Basso, havia sido prefeito pretoriano e administrou boa parte do Império Romano do Ocidente. Basso serviu a Constantino II, filho de Constantino I, e, de acordo com a inscrição no sarcófago, converteu-se ao cristianismo pouco antes de sua morte, possivelmente no leito de morte. Muitos ainda acreditavam, como Tertuliano, que não era possível ser imperador e cristão ao mesmo tempo, o que também valia para os oficiais de mais alta patente, como Basso.

## Estilo
O estilo da obra tem sido muito discutido pelos historiadores da arte, especialmente por que sua data é certa, o que é pouco usual para o período. Todos concordam que a habilidade do escultor é da mais alta qualidade disponível na época, algo de se esperar para o sarcófago de alguém tão proeminente.
Em muitos aspectos, o sarcófago revela menos características do estilo antigo tardio de escultura tipificado pelo Arco de Constantino, de algumas décadas antes: "A escultura ignora praticamente todas as regras seguidas pelos relevos oficiais. Algumas figuras são retratadas frontalmente, mas certamente nem todas, e elas não estão representadas de uma forma completamente antiga tardia; as cenas são tri-dimensionais, com profundidade e cenário... as túnicas se desenrolam sobre formas humanas reconhecíveis ao invés de serem arranjadas em dobras pré-determinadas; as cabeças variam, retratando pessoas reconhecivelmente diferentes". O sarcófago pode ser visto como um reflexo da mistura do estilo helenístico tardio com o estilo contemporâneo romano ou italiano, visível nas proporções "robustas" das figuras e em suas cabeças ligeiramente grandes demais.
O cenário nos nichos projeta as figuras contra um fundo de sombras, resultando "num enfático efeito chiaroscuro" – um efeito muito mais perceptível no original do que na cópia em gesso mostrada aqui, que tem um cor muito mais uniforme e clara. A cópia também não tem os efeitos criados pela luz nos destaques polidos ou patinados, como as cabeças das figuras, contra as superfícies recuadas e fundos mais escuros.
Ernst Kitzinger encontrou "uma religação muito mais definida com os ideais estéticos do passado greco-romano" do que no mais antigo Sarcófago Dogmático e no dos "Dois Irmãos", nos Museus Vaticanos. A forma continua a separação cada vez maior das cenas; era uma inovação dos primeiros sarcófagos cristãos combinar uma série de incidentes em um único (e mais difícil de ler) friso contínuo e também contar com dois registros distintos, um acima do outro, mas estes exemplares mostram uma tendência a diferenciar as cenas, da qual o sarcófago de Júnio Basso é o ápice, revelando "uma variedade de palcos em miniatura" que possibilitam que o espectador "fite cada cena", algo que não era o objetivo dos relevos mais antigos, que revelavam apenas "pictógrafos taquigráficos" de cada cena, cuja única intenção era identificá-los. Ele nota ainda uma "maneira lírica, ligeiramente doce" na escultura, mesmo nos soldados que estão levando São Pedro para a morte, comparável a algumas pequenas esculturas do oriente helenizado atualmente no Museu de Arte de Cleveland, nos EUA, mas de décadas depois. Mesmo descontando "a gradual apropriação de um tipo popular de túmulo cristão para patrocinadores da classe alta, cujos padrões se reafirmavam cada vez mais no conteúdo e estilo destes monumentos", Kitzinger conclui que estas mudanças devem refletir uma "regeneração" mais ampla no estilo.

## Iconografia
As esculturas são em alto relevo em três lados do sarcófago, o que permitia que ele fosse encostado numa parede. A coluna e muitas partes das figuras estão esculpidas completamente à volta. O arranjo das cenas em relevo em linhas numa moldura colunar é uma influência da Ásia Menor da época. Nenhum retrato do finado é mostrado, embora ele seja elogiado em termos wikt:pródigos em uma inscrição; ao invés disso, os dez nichos estão repletos de cenas do Antigo e do Novo Testamento, além de uma, a Traditio Legis, que não tem base escritural.
As cenas na frente são:
- Linha de cima: Sacrifício de Isaac, Julgamento ou prisão de Pedro, Cristo Entronizado com Pedro e Paulo (Traditio Legis) e uma cena dupla do julgamento de Jesus perante Pôncio Pilato, que, no último nicho, está prestes a lavar suas mãos.
- Linha inferior: Jó num monte de esterco, Adão e Eva, Entrada triunfal de Jesus em Jerusalém, Daniel na Cova dos Leões (cabeças restauradas), Prisão ou caminho da execução de Paulo.

As minúsculas enjuntas sobre a linha inferior mostram cenas com todos os participantes representados como cordeiros: de cada lado de Cristo entrando em Jerusalém estão o "Milagre dos pães e dos peixes" e o "Batismo de Jesus". As outras cenas pode ser o "Cântico dos três jovens", a "Ressurreição de Lázaro", "Moisés recebendo as Tábuas da Lei" e "Moisés Batendo na Pedra".
Os lados trazem cenas romanas mais tradicionais das quatro estações representadas por putti realizando tarefas como a colheita das uvas. Numa placa danificada que encimava o tampo está um poema elogiando Basso em termos majoritariamente seculares e a inscrição que corre ao longo do topo do corpo do sarcófago o identifica e o descreve como um "neófito" (recém-convertido). Mais pequenos relevos no tampo e no alto dos cantos estão muito danificados e mostram cenas de festas e uma procissão funeral típica dos sarcófagos pagãos. É possível que o tempo não tenha sido criado para fazer o par com a base.

### Cenas com Cristo
A ênfase nas cenas do julgamento podem ter sido influenciadas pela carreira de Basso como magistrado, mas todas as cenas tem paralelos em outras obras cristãs do período.
Em todas as três cenas nas quais aparece, Cristo é um jovem imberbe e de cabelos curtos (embora mais comprido do que o de outras figuras), o que é típico da arte cristã do período. O anjo atrás de Abraão na cena do "Sacrifício de Isaac" é representado de forma similar, inclusive sem as asas. Cristo aparece no centro nas duas fileiras; na de cima, como um legislador ou professor entre seus principais seguidores, Pedro e Paulo (uma cena chamada Traditio Legis) e, na de baixo, entrando em Jerusalém. Ambas foram influenciadas da iconografia pagã romana: no alto, Jesus está sentado com seus pés num manto ondulado representado o céu, suportado pelo "Caelus", a personificação clássica dos céus. As mãos de Cristo seguram um rolo, provavelmente representando o evangelho, da forma que os imperadores eram geralmente representados em relação a seus herdeiros, ministros e generais.
Perante Pilatos, Cristo também carrega um rolo, como um filósofo. Pilatos, talvez preocupado pela reputação de Jesus de realizar milagres, está realizando um gesto que os italianos ainda hoje utilizam para se proteger contra o mau-olhado. Pilatos tem uma aparência suave e passiva, contrastando fortemente com a poderosa e determinada figura de perfil em baixo relevo atrás de si na parede, a única em todas as cenas representada neste estilo e técnica. Se ele não for um dos oficiais subordinados de Pilatos, é possível que se tenha pretendido representar um retrato ou estátua do imperador; os negócios oficiais romanos eram geralmente conduzidos perante uma imagem destas, sobre a qual (e sob a proteção dos imperadores pagãos deificados) os juramentos requeridos eram realizados.
A cena da fileira inferior imita vagamente a entrada (advento) de um imperador numa cidade, uma cena geralmente representada na arte imperial; Cristo é "identificado como imperador pela águia imperial da vitória" na concha acima da cena.
Já existia uma tradição, emprestada da iconografia pagã, de representar "Cristo Vitorioso"; nesta obra, o tema foi ligado à Paixão de Cristo, cujo episódio inicial é a "Entrada triunfal em Jerusalém", um desenvolvimento de grande importância para a arte cristã no futuro.
A inclusão da figura pagã de Caelus pode parecer estranha, mas ele não era uma divindade importante na religião da Roma Antiga e, por isso, foi evidentemente considerada como uma convenção pictórica inócua pelo projetista cristão da composição e também como um elemento de continuidade com a tradição romana. A partir do século seguinte, as personificações do rio Jordão geralmente aparecem também nas representações do "Batismo de Jesus" e o manuscrito Cronografia de 354, apenas alguns anos mais velho que o sarcófago e também realizado para um cristão proeminente, está repleto de personificações de cidades, meses e outros conceitos. Os putti na Cronografia também estão relacionados com os que aparecem nos lados do sarcófago

### Outras cenas
As cenas do Antigo Testamento retratadas no sarcófago foram escolhidas como precursoras do sacrifício de Cristo no Novo Testamento, uma versão primitiva da tipologia. Adão e Eva aparecem cobrindo sua nudez depois da "Queda do Homem", o episódio que deu origem ao pecado original e, portanto, à necessidade do sacrifício pelos nossos pecados. Os dois pessoalmente não fizeram sacrifícios, mas atrás de Eva está um cordeiro e, ao lado de Adão, um ramo de trigo, referências aos sacrifícios de seus dois filhos, Caim e Abel. Logo à direita da cena central está "Daniel na Cova dos Leões", salvo por sua fé, e à esquerda, está Abraão prestes a sacrificar Isaac. Jó é representado depois de ter perdido tudo, mas manteve sua fé; sua esposa e "confortadora" o observa ansiosamente. Os cristãos interpretam estes episódios como prenúncios do sacrifício do único filho de Deus, Jesus, na crucificação, um tema raro antes do século V e não representado.
As cenas anteriores aos martírios de Pedro e Paulo, ambas comuns na arte paleocristã, revelam a mesma aversão aos momentos climáticos tão comuns na arte cristã posterior. Mas elas demonstram ao espectador como a coroa celeste poderia ser conquistada por cristãos ordinários, apesar das perseguições imperiais terem terminado. Os dois episódios ocorreram em Roma e este interesse local é parte do balanço entre os gestos cristãos e romanos tradicionais revelados pelo sarcófago. Os ramos atrás de Paulo provavelmente representam a área pantanosa da cidade onde, tradicionalmente, acreditava-se que a execução do apóstolo teria ocorrido. Acreditava-se também que seu túmulo ficava a uns poucos metros do local da execução e que tanto as execuções de Pedro quanto de Paulo teriam ocorrido no mesmo dia.